# Psychotria koniamboensis
Psychotria koniamboensis är en måreväxtart som beskrevs av André Guillaumin. Psychotria koniamboensis ingår i släktet Psychotria och familjen måreväxter. Inga underarter finns listade i Catalogue of Life.